# Aeroportul Moulay Ali Cherif
Aeroportul Moulay Ali Cherif (IATA: ERH, ICAO: GMFK) este un aeroport din Er Rachidia, Errachidia⁠(d), Drâa-Tafilalet⁠(d), Maroc ce deservește zona Er Rachidia. Aeroportul a fost tranzitat în 2022 de 54.226 de pasageri.
Situat la o altitudine de 1.045 m, aeroportul dispune de o singură pistă. Este operat de Royal Moroccan Air Force⁠(d).